# Красноярузький район
Красноярузький район (рос. Краснояружский район) — адміністративно-територіальна одиниця Бєлгородської області Росії. До складу району входять одне місто і сім сільських поселень. Адміністративний центр — смт Красна Яруга.

## Географія
Красноярузький район займає західну частину Бєлгородської області, врізаючись клином між Курською та Сумською областями. Межує на півночі із Біловським районом Курської області, на півдні — із Грайворонським, на сході — із Ракитянським районами Бєлгородської області, на заході — із Україною. Площа території — 479,2 км².

## Історія
Район утворено в 1928 році у складі Бєлгородського округу Центрально-Чорноземної області. 13 червня 1934 роки після поділу Центрально-Чорноземної області район увійшов до складу Курської області. 6 січня 1954 року Красноярузький район входить до складу новоствореної Бєлгородської області. В 1963 році район об'єднано з Ракитянським районом.
22 квітня 1991 року район було відновлено.

## Адміністративний поділ
- міське поселення селище Красна Яруга
- В'язовське сільське поселення
- Графовське сільське поселення
- Ілек-Пеньковське сільське поселення
- Колотиловське сільське поселення
- Реп'яховське сільське поселення
- Сергіївське сільське поселення
- Теребренське сільське поселення

## Люди
В районі народилися:
- Веселова Олександра Михайлівна — український історик (Колотилівка).